# 庄川水力電気庄水3号形電気機関車
庄川水力電気庄水3号形電気機関車（しょうがわすいりょくでんきしょうすい3ごうがたでんききかんしゃ）は、電力会社の庄川水力電気により、専用鉄道での資材輸送列車牽引用に製造された電気機関車である。

## 概要
庄川水系の小牧ダム建設工事に伴い、1925年に川崎造船所で製造され、工事資材輸送やダム工事で搬送不能となった流木の代替輸送に充当された。ダム工事の終了後も庄川水力電気専用鉄道線で使用されたが、同線の廃止もあって最終的に全車が周辺の地方私鉄各社へ譲渡された。
その後は富山地方鉄道や京福電気鉄道福井支社などで長く使用されたことと、凸型車体前後のボンネット中央部で左右に二分割し通路を設けた独特の車体形状で世に知られる。

## 製造経緯
庄川水力電気は、1922年に建設認可を受けた小牧ダムおよび小牧発電所などへの建設資材輸送を担うべく、既存非電化地方鉄道の加越鉄道加越線終点である青島町を起点として、小牧ダム堰堤付近に至る自社専用鉄道線約4.6kmを建設した。
この路線は当初蒸気動力で運行を計画、免許を取得していた。だが、庄川水力電気は庄川水系における発電所建設工事の進捗により、自社内で電力供給が可能となることから運行開始の段階で方針を変更、電気動力併用の認可を得た上で変電所を沿線に建設してこの専用鉄道の直流600V電化工事を実施することとなった。
これに伴い、1925年に兵庫県神戸市の川崎造船所兵庫工場（現在の川崎重工業兵庫工場）で以下の4両が製造された。
- 庄水3 - 庄水6[注釈 2][4][3]

1925年5月28日竣工。メーカー製番4 - 7
以後、同専用鉄道でダム・発電所工事に伴う資材輸送と、ダム建設に伴う補償措置である流木代替木材輸送に用いられた。

## 車体
車体中央部に運転台を含めた大きな機器室を設け、その両端に抵抗器などを収めたボンネットを置く、いわゆる凸型車体である。
車体長9,858mm、車体幅2,550mmで自重は25.4tの比較的コンパクトな電気機関車であるが、中央の機器室の屋根高さが3,225mmと比較的低い。また、機器室の長さが車体長の約半分を占め、さらにボンネットがその中央に貫通路を設置されていて左右に二分されていることもあってか、実際の寸法に比して車体が長く大きく見えるデザインである。
本形式で外観上最大の特徴となった、ボンネットの左右分割配置については、吉川文夫によるBBC製電気機関車模倣説や三木理史による乗降の利便性確保説、それに藤井信夫による抵抗器冷却効率向上策説などが存在するが、真相は明らかとなっていない。
乗務員扉はこの妻面の貫通扉の他、左右両側面のそれぞれ機関助士席側に1カ所設けられており、デッキは備わっていないが、車体前後にある端梁の機関士席側に握り棒とステップを設置、入れ替え作業の便を図っている。
前照灯は機器室妻面中央の貫通扉直上に1灯設置され、標識灯は機関助士席側ボンネット前方の台枠上に1灯設置されている。

## 主要機器

### 制御器
設計当時の電気機関車用としては一般的な、電空単位スイッチ式制御器を搭載する。

### 主電動機
川崎造船所の電機部門が製造した直流直巻整流子式電動機であるK-6-853Aを各台車に2基ずつ計4基、吊り掛け式で装架する。歯数比は5.79(81:14)、これによる全負荷時定格速度は15.2km/h、定格引張力は4,460kgである。

### 台車
これも設計当時としては一般的な、鋼材組み立てによる釣り合い梁式台車を備える。軸距は2,000mm、枕ばねは重ね板ばね、基礎ブレーキ装置は両抱き式である。

### ブレーキ
空気ブレーキと手ブレーキを搭載する。ただし、新造の時点ではブレーキ管が端梁に設置されておらず、自車単独作用に必要な機構のみ搭載していたと見られる。

### 集電装置
トロリーポールを機器室屋根の中央部にタンデムに2基搭載し、進行方向にあわせていずれか一方を使用する。ただし、トロリーレトリーバーは設置されていない。

### 連結器
当初、専用鉄道線内でのみ使用される省線非直通のダンプカーなどを牽引するため、端梁中央下部に中央緩衝式(ピンリンク式)連結器が装着された。土木学会の土木図書館に寄贈された、小牧ダム建設工事の時期に日本電力の土木課長を務めた石井頴一郎旧蔵のアルバム3冊の内、「庄川水力電気工事　第一輯」と題された1冊に掲載された1926年6月19日撮影の本形式2両の写真には中央緩衝式連結器のみを備えた姿が記録されており、更にもう1冊の「庄川流材写真」にも1930年11月19日撮影の「033.木材運搬列車。金屋土入レ場ニ到着 」と題された貨車を牽引する本形式が同様の姿となっている写真が残されていることから、ダム･発電所工事期間中を通じ本形式でこの連結器が常用された事が確認出来る。
ただし本形式は当初より端梁中央上部の一般的な中心高さで通常の上作用式自動連結器を装着可能な設計となっており、川崎造船所が本形式完成時に撮影したとみられる庄水4のメーカー公式写真では、出荷時の甲種輸送に用いるためか下の中央緩衝式連結器に加え通常の自動連結器が仮設された姿が記録に残されている。

## 運用
1926年5月28日付設計認可で専用鉄道線の電化工事完成後、4両全車が小牧ダム・小牧発電所工事に伴う建設資材輸送に用いられ、1928年5月の飛州木材との和解成立後は流木代替用の材木輸送にも用いられた。
この内、庄水3は1928年9月認可で連結器を中央緩衝式から自動連結器に交換、加越鉄道からの直通貨車牽引に充てられた。
この車両はダム工事進展に伴い1929年10月15日付申請で近隣の黒部鉄道へ売却されて黒部鉄道KEL3となり、1943年に同社が富山地方鉄道へ統合されて富山地方鉄道KEL1となった後、主に射水線で使用された。この庄水3→KEL3→KEL1は1949年には形式称号の整理で後述する元庄水6と同型・同仕様であったことから、65馬力電動機搭載車として同じデキ6500形へ形式変更され、デキ6501へ改番された。その間、射水線の架線吊架方式の変更で集電装置をパンタグラフへ変更している。このデキ6501は1966年7月に除籍されたが、これは富山新港開削工事に伴い分断された射水線の高岡側残存区間およびデ5010形の一部と共に加越能鉄道へ譲渡されたことに伴う措置である。加越能鉄道においては唯一の電気機関車として、1973年5月の廃車まで東新湊 - 新湊間の貨物輸送に使用された。
次に庄水5が1936年5月認可で前年3月16日の車庫火災により車両不足に悩む京都電燈福井支社へ譲渡され、同社テキ501形テキ501となった。このテキ501は当初庄川水力電気の社紋や5の番号表記を残したまま竣工、しばらくそのままの姿で運用された。以後、このテキ501は京都電燈から京福電気鉄道への経営移管を経て、越前本線などで本線貨物列車牽引用として長く重用され、越前本線のパンタグラフ化の際にも集電装置をトロリーポールからパンタグラフへ交換して引き続き使用された。しかし1981年の京福電鉄福井支社内の貨物営業廃止で同様に本線貨物列車牽引に用いられていたテキ531と共に余剰となり、同年11月に廃車となった。
こうして庄水3・5が売却され、庄川水力電気専用鉄道には残る庄水4・6の2両が全線廃止まで在籍した。
専用鉄道時代にKEL6となっていたと推定される庄水4は富山地方鉄道が譲受し1944年10月より使用を開始していたとされるが、デキ21として同社籍へ編入されたのは1947年1月21日のことであった。この庄水4→デキ21は直流1,500V電化の立山線などを中心に運用されたため、機器の昇圧工事と集電装置のパンタグラフへの換装を実施の上で入線している。その後は1949年の形式整理・改番でデキ8100形デキ8103となり、1971年8月2日の除籍まで立山線で運用された。
これに対し、KEL3へ改番されていたと推定される庄水6は専用鉄道全線廃止直後の1939年11月設計認可、翌年1月竣工で越中鉄道へ譲渡され、同社KEL1となった。その後1941年にデキ10へ改番されたものの、1943年の富山地方鉄道への合併で'KEL10となった後、1949年の形式整理でデキ6500形デキ6502となっている。その間、射水線となった元の越中鉄道線で使用され、同じく射水線に配置されていたデキ6501（元庄水3）と同様、集電装置をパンタグラフへ変更している。このデキ6502は笹津線の復活後、一旦は同線へ転属となり、1975年の同線廃止後に除雪用として再び射水線へ戻されるという経緯をたどった。その後、同車は1980年4月の射水線廃止の際に除籍されたが現車は富山軌道線の南富山車庫にそのまま置かれ、車両ではなく構内除雪用機械の扱いで1994年頃まで残された。もっとも、末期は南富山車庫構内の融雪設備の整備で出動の機会がなく、ほとんど走行することもないまま解体処分となっている。
以上のような経緯で4両とも既に解体されており、現存しない。